# Karel Čermák (právník)
Karel Čermák (13. září 1934 Praha – 19. června 2017 Praha) byl český advokát, dlouholetý předseda České advokátní komory a v letech 2003 až 2004 český ministr spravedlnosti.

## Život
Původně se chtěl věnovat jazykovědě, ale nakonec v letech 1954 až 1959 vystudoval Právnickou fakultu Univerzity Karlovy, titul doktora práv získal v roce 1965, a už napořád působil jako advokát v Praze, po roce 1990 jako partner v advokátní kanceláři Čermák, Hořejš, Myslil. V letech 1968–1969 byl předsedou Městského sdružení advokátů v Praze. Jako první polistopadový předseda České advokátní komory se zasloužil o její návrat do evropské tradice a sloučením s komorou komerčních právníků o jednotný advokátní stav. V roce 2003 byl jmenován ministrem spravedlnosti ve vládě Vladimíra Špidly, na funkci ale o rok později rezignoval a vrátil se do advokacie.
Působil i jako rozhodce, byl členem Mezinárodního rozhodčího soudu Spolkové hospodářské komory ve Vídni, Světové organizace pro duševní vlastnictví v Ženevě i Rozhodčího soudu při Hospodářské komoře České republiky a Agrární komoře České republiky.
Publikoval úvodníky v Bulletinu advokacie, které poté vydal v knihách Advokacie & úvahy souvisící (2000) a Proč je právo tlusté (2010). Specializoval se na autorské právo, v kteréžto kategorii získal v roce 2005 ocenění Právník roku a byl uveden do „Právnické síně slávy“. Byl také nositelem Vyznamenání za zásluhy o Rakouskou republiku a členem Společnosti pro církevní právo.